# La Esperanza, Cosío
La Esperanza är en ort i Mexiko.   Den ligger i kommunen Cosío och delstaten Aguascalientes, i den centrala delen av landet, 500 km nordväst om huvudstaden Mexico City. La Esperanza ligger 1 964 meter över havet och antalet invånare är 334.
Terrängen runt La Esperanza är platt åt sydost, men åt nordväst är den kuperad. Runt La Esperanza är det ganska tätbefolkat, med 116 invånare per kvadratkilometer. Närmaste större samhälle är Rincón de Romos, 12,0 km söder om La Esperanza. Trakten runt La Esperanza består till största delen av jordbruksmark.